# Rubén Umpiérrez
Rubén Umpiérrez (* 25. Oktober 1956 in Canelones) ist ein ehemaliger uruguayisch-französischer Fußballspieler und Trainer.

## Spielerkarriere

### Verein
Der 1,75 Meter große Mittelfeldakteur "Pico" Umpiérrez spielte zunächst für San Ramon. Die erste Station seiner Profikarriere war dann der Club Atlético Peñarol, bei dem er in der Spielzeit 1975 im Kader in der Primera División stand. Sein Verein gewann in jener Saison die Uruguayische Meisterschaft. Umpiérrez wird in jenem Jahr aber nicht als der Stammformation zugehörig geführt. Später war er von 1977 bis 1978 Spieler des Club Atlético Cerro, für den er bei 36 absolvierten Erstligapartien (1977: 20 Spiele/5 Tore; 1978: 16/6) elf Tore erzielte. 1978 wechselte er nach Frankreich. Dort verblieb er bis zu seinem Karriereende und nahm 1985 auch die französische Staatsbürgerschaft an. Während dieser Karrierephase wurde 1982 auch sein Sohn Ruben Diego geboren. In Frankreich war zunächst von der Saison 1978/79 bis einschließlich der Spielzeit 1984/85 der AS Nancy sein Arbeitgeber. Bei nach Angaben des Vereins 230 Ligaeinsätzen erzielte er für den Klub 62 Treffer, andere Quellen führen für ihn 231 Spiele mit seiner Beteiligung. Überdies kam er auch neunmal in der B-Mannschaft zum Zug und schoss sieben Tore. In der letzten Saison bei den Lothringern wurde er mit dem Étoile d’Or ausgezeichnet. Ab der Saison 1985/86 setzte er seine Karriere bis 1987 bei Racing Club Paris fort. In dieser Zeit gehörte 1986/87 beispielsweise Pierre Littbarski zu seinen Mitspielern. In den ersten beiden Spielzeiten lief er in 66 Ligaspielen (sieben Tore) auf. Nach der Umbenennung in Matra Racing Paris verbrachte er auch die Spielzeiten 1987/88 und 1988/89 bei dem französischen Hauptstadtverein und wurde dabei 52-mal (sechs Tore) in der Ligue 1 eingesetzt. Bei den Parisern kam er zudem 1986/87 und 1988/89 je dreimal (kein Tor) in der B-Mannschaft zum Zug. Von 1989 bis 1991 folgte eine Karrierestation bei US Créteil. Beim Klub aus dem Département Val-de-Marne absolvierte er 64 Begegnungen in der Division 2 und traf dabei siebenmal ins gegnerische Tor. 1991/92 lief er im Zuge eines Engagements beim Paris FC noch 13 Partien (zwei Tore) in der Division 3.

### Nationalmannschaft
Umpiérrez gehörte der uruguayischen U-20-Nationalmannschaft an, die 1975 an der Junioren-Südamerikameisterschaft in Peru teilnahm und den Titel gewann. Im Verlaufe des Turniers wurde von Trainer Walter Brienza viermal eingesetzt und erzielte beim 1:1 endenden Finale (3:1 nach Elfmeterschießen für Uruguay) den uruguayischen Treffer und damit sein einziges Turniertor. Überdies war er Teil des uruguayischen Aufgebots bei den Panamerikanischen Spielen 1975. Uruguay schied dort in der Vorrunde aus. Jedenfalls beim 1:1-Unentschieden am 13. Oktober 1975 gegen Kuba kam er dabei im Turnier zum Einsatz. Er war auch Mitglied der A-Nationalmannschaft Uruguays, für die er am 24. Mai 1978 beim 0:0-Unentschieden im Freundschaftsländerspiel gegen Spanien im Estadio Centenario auflief, als er in der 74. Spielminute von Trainer Hugo Bagnulo für Venancio Ramos eingewechselt wurde.

### Erfolge
- Uruguayischer Meister: 1975
- U-20-Südamerikameister: 1975

### Auszeichnungen
- Étoile d’Or: 1984/85

## Trainertätigkeit
Während der Saison 1989/90 übernahm er zeitweilig bei seinem Klub US Créteil parallel zu seiner Spielertätigkeit im Oktober 1989 interimsweise das Traineramt, das er gemeinsam mit Fahti Chebel ausübte. Später trainierte er auch die Departamento-Auswahl von Canelones. In der Clausura 2014 war er Co-Trainer beim Club Atlético Cerro. Anfang Februar 2015 übernahm er das Traineramt bei Carrasco del Sauce.

## Sonstiges
Umpiérrez ist der Onkel der Fußballschiedsrichterin Claudia Umpiérrez. Am 29. Mai 2013 wurde er gemeinsam mit anderen vordem in Frankreich aktiven uruguayischen Fußballspielern im Vorfeld der "Copa Montevideo Capital Iberoamericana de la Cultura" bei einem Empfang in der französischen Botschaft vom Botschafter Jean-Christophe Potton geehrt.